# 四元奈生美
四元 奈生美（よつもと なおみ、1978年9月21日 - ）は、日本のプロ卓球選手。プロ選手としては中国プロリーグ超級・北京チーム→フリー→東京アート（2007年11月 - ）所属。
卓球の地味なイメージを変えたいと、カラフルなユニフォームを着用して試合に出場する。デザイナーやファッションショープロデューサーも勤め、自らのユニフォームのデザインを行うこともある。『ジャンクSPORTS』など数々のテレビ番組に出演している。卓球界のジャンヌ・ダルクと呼ばれる。

## 経歴
東京都立川市出身。卓球は母と姉の影響を受け、小学校1年で始める。1991年、中高一貫の私立武蔵野中学校・高等学校に進学し、6年在籍。中学1年の時に全日本カデット（13歳以下の部）で優勝。
高校卒業後淑徳短期大学に進学し同短大卒業後淑徳大学に編入。2001年4月、大学卒業と時を同じくしてプロに転向。プロ活動時の名前を本名である「直美」から「奈生美」に変更した。その後2003年7月に個人事務所を設立し「有限会社スポーツスタジオ エントリーナオミ」社長兼所属選手となった。実姉がマネージャーを務めている。
2004年4月から中国超級リーグに参戦。北京チームに所属し、北京チームの超級クラスでは外国人初の所属選手となった。この年チームは総合優勝した。
2007年1月18日、全日本選手権に、「“誕生”をイメージした」という左肩を露出したユニフォームで出場。その際着用していたマーガレットの髪飾りについて1回戦終了後に審判委員長から「髪を結ぶためのものではなく、装飾品」と注意を受けた。2回戦はスタイリストに髪型を変えてもらって（髪飾りを外して）出場、4回戦で敗退した。同年9月24日から始まるNHK-BSのシリーズ番組「街道てくてく旅」（第6シリーズ）において、奥州街道と日光街道を歩く旅人に選ばれた。翌2008年3月20日から始まる「街道てくてく旅」（第7、8シリーズ）において、四国八十八か所、北京を歩く旅人に選ばれた。
2009年から、エイベックス・エンタテインメントと自身の活動に関し委託契約を締結、同年3月12日、自身のオフィシャルブログをアメブロにて開設している。
2011年4月8日にビーチバレー選手の井上真弥と結婚。同年11月8日には第一子となる男児を出産し、「大獅（たいし）」と命名。
2011年 パーソナルカラリスト検定２級取得
2013年4月1日よりホリプロ　スポーツ文化部に所属
2016年 LOOKTONE Creative Desing Scool(動画制作&グラフィックデザイン)卒業
2016年 公益財団法人日本体育協会公認スポーツ指導者
2017年 台東デザイナーズビレッジ卒業 （2014年入居）
2017年 佐藤貴美枝ソーイングクラブマスターコース(師範科)卒業
公益財団法人日本卓球協会公認卓球コーチ取得

## 主な戦績
- 1991年 中学1年 全日本カデット優勝
- 1992年 中学2年 全日本カデット準優勝
- 1993年 中学3年 全国中学校大会団体2位
- 1994年 高校1年 全日本ジュニアベスト8、全日本選手権ダブルス16
- 1995年 高校2年 東京選手権ジュニア優勝、インターハイダブルス準優勝、スウェーデン・フレンチオープン団体3位、ミックスダブルス3位、シングルスベスト4
- 1996年 高校3年 インターハイシングルスベスト4
- 1997年 短大1年 USオープン日本代表U-21準優勝
- 1998年 短大2年 世界大学日本代表 団体3位 アジア大会日本代表
- 1999年 大学3年 ウェールズオープン日本代表シングルス3位ダブルス3位、USオープン日本代表U-22優勝
- 2000年 大学4年 世界大学日本代表団体3位、ジャパンオープン日本代表、平壌オープン日本代表、インカレ優勝（母校を初優勝に導く）、平成12年度全日本卓球選手権大会 女子ダブルス 準優勝（高橋美貴江ペア）
- 2001年 ユニバーシアード北京大会団体3位、ダブルスベスト8、全日本選手権シングルス9位、混合ダブルス6位
- 2002年 ジャパン12ベスト8、全日本選手権混合ダブルス7位
- 2003年 広島オープンダブルス優勝
- 2004年 中国リーグ超級参戦 北京チーム所属 同リーグ初優勝
- 2008年 平成19年度全日本卓球選手権大会 混合ダブルス 準優勝（渡辺将人ペア）

## DVD
- 「四元奈生美 ビューティーシェイクハンド」（2006年10月25日、GPミュージアムソフト）
- 「Naomi」(2011年2月25日、イーネット・フロンティア)

## 書籍
- ファイナルウイナー―卓球界の革命児、終わりなき挑戦（2008年1月15日、春日出版）ISBN 978-4863210295
- 四元奈生美の四国遍路に行ってきマッシュ!（2010年3月12日、PHP研究所）ISBN 978-4-569-70887-4

## 写真集
- Yotsumoto（2011年1月27日、ワニブックス、撮影：松田忠雄）ISBN 978-4847043505

## CM
- ベスト電器 決算セール（2007年秋以降）
- 京都　宇治田原製茶場通販ＣＭ　（放送時間不定期）
- 井上誠耕園 緑果オリーブオイル (2014年～)
- オカベ　半田手延めん「オカベの麺」

## テレビ番組
- ジャンクSPORTS（フジテレビ、2003年2月18日）※以降、多数回出演[5]
- 明るく楽しく元気よく～あかたのげん～ 「渋谷系卓球少女・四元奈生美～姉妹で世界を目指す」（テレビ東京、2003年9月5日）[5]
- アナザーヒーロー 四元奈生美を支えるスン・シンピン(中華料理人)（フジテレビ、2004年1月18日）[6]
- 雨スポSTYLE  卓球界のヒロイン 四元奈生美STYLE（日本テレビ、2004年4月29日）[7]
- お昼ですよ!ふれあいホール 「インドアスポーツはいかが～卓球」（NHK、2004年6月14日）[8]
- サンクチュアリ/大人の聖域  卓球界のジャンヌ・ダルク（日本テレビ、2005年6月20日）[9]
- SASUKE 2005真夏（TBS、2005年7月20日）[10]
- FNSソフト工場『あっち向いてホイロジー～脳科学が探る勝利の法則～』（フジテレビ、2007年9月10日）[11]
- 街道てくてく旅（NHK BS）
  - 日光・奥州街道編(2007年9月24日 - 11月23日)
  - 四国八十八か所を行く 春編(2008年3月20日 - 6月6日)
  - てくてく北京(2008年6月16日 - 7月4日)
  - 四国八十八か所を行く 秋編(2008年8月25日 - 10月24日)[12]
- イブニング・ファイブ 四元奈生美選手特集（TBS、2008年1月18日）[13]
- 輝きの法則 ウェアデザイン～四元奈生美（テレビ東京、2008年2月20日）[14]
- 見ごろ食べごろ〜四元奈生美のおしゃべり散歩（TOKYO MX、2008年6月5日から10月30日まで）
- 関口宏の東京フレンドパークII （TBS、2010年8月30日）
女性アスリート大会ということで、本橋麻里、上野由岐子、千葉真子と共に出演。
- サラリーマンNEOSeason5（NHK総合、2010年9月2日）
「テレビサラリーマン体操」のゲストとして出演。
- 俳句王国（NHK Eテレ、2011年6月6日、6月13日）

ほか多数